# Дарбар (Марказі)
Дарбар (перс. دربر) — село в Ірані, у дегестані Базарджан, у Центральному бахші, шагрестані Тафреш остану Марказі. За даними перепису 2006 року, його населення становило 93 особи, що проживали у складі 26 сімей.

## Клімат
Середня річна температура становить 14,81 °C, середня максимальна – 33,65 °C, а середня мінімальна – -7,63 °C. Середня річна кількість опадів – 267 мм.
| Клімат поселення                              | Клімат поселення | Клімат поселення | Клімат поселення | Клімат поселення | Клімат поселення | Клімат поселення | Клімат поселення | Клімат поселення | Клімат поселення | Клімат поселення | Клімат поселення | Клімат поселення | Клімат поселення |
| Показник                                      | Січ.             | Лют.             | Бер.             | Квіт.            | Трав.            | Черв.            | Лип.             | Серп.            | Вер.             | Жовт.            | Лист.            | Груд.            |                  |
| Середній максимум, °C                         | 9,62             | 11,64            | 17,03            | 23,42            | 28,00            | 32,74            | 33,65            | 32,52            | 28,84            | 23,16            | 16,75            | 10,14            |                  |
| Середня температура, °C                       | 0,99             | 3,02             | 8,41             | 14,79            | 19,38            | 24,13            | 27,30            | 26,17            | 22,51            | 16,82            | 10,42            | 3,80             |                  |
| Середній мінімум, °C                          | −7,63            | −5,61            | −0,22            | 6,17             | 10,76            | 15,50            | 20,97            | 19,82            | 16,17            | 10,47            | 4,08             | −2,54            |                  |
| Норма опадів, мм                              | 39               | 36               | 47               | 34               | 26               | 4                | 1                | 1                | 1                | 13               | 25               | 40               |                  |
| Середньомісячна швидкість вітру, м/с          | 2.11             | 2.12             | 2.95             | 3.04             | 2.90             | 2.74             | 2.94             | 2.67             | 2.36             | 2.34             | 1.95             | 1.59             |                  |
| Середньомісячна сонячна радіація, кДж/м²·день | 8797             | 12010            | 14462            | 18107            | 22078            | 26427            | 25869            | 23714            | 20296            | 14871            | 10802            | 8674             |                  |
| --------------------------------------------- | ---------------- | ---------------- | ---------------- | ---------------- | ---------------- | ---------------- | ---------------- | ---------------- | ---------------- | ---------------- | ---------------- | ---------------- | ---------------- |
| Джерело:                                      |                  |                  |                  |                  |                  |                  |                  |                  |                  |                  |                  |                  |                  |